# Pilos
Pilos (en griego: Πύλος Pylos; antiguamente, en véneto e italiano, Navarino) es el nombre de una bahía, de una unidad municipal y de una ciudad ubicadas en la costa sudoeste del Peloponeso, pertinente a la unidad periférica de Mesenia y al municipio de Pilos-Néstor en el sur de Grecia. En el año 2011, la población del núcleo urbano era 2345 habitantes, mientras la unidad municipal tenía 5287.
Es además la pequeña península acantilada situada en el extremo septentrional de la bahía de Navarino, bahía protegida y casi cerrada por la isla de Esfacteria.

En la zona septentrional de esta bahía y al este del promontorio de Pilos se encuentra actualmente la laguna de Osmán Agá, separada de la bahía por una barra de arena. 
En los poemas homéricos, Pilos es la patria del mítico rey Néstor, uno de los argonautas quien, ya muy anciano, dirigió sus tropas durante la guerra de Troya.

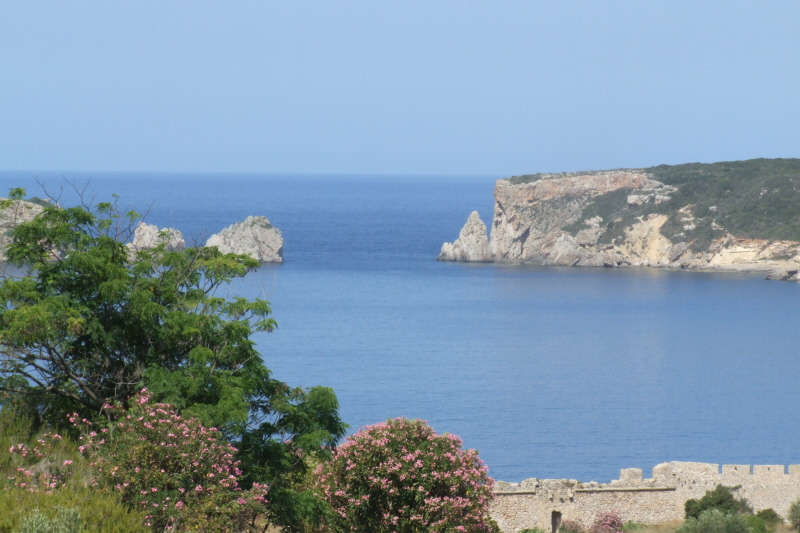
Bahía de Pilos.

## Mitología
La mitología griega decía que la ciudad de Pilos había sido fundada por Pilo, hijo de Clesón. Este la había habitado con léleges procedentes de Megáride. Sin embargo este fundador fue expulsado por Neleo y hombres pelasgos procedentes de Yolco y se dirigió a fundar otra Pilos en Élide.
En el ciclo troyano, Pilos era sede del legendario rey Néstor, hijo de Neleo, que gobernaba un territorio que incluía las ciudades de Arene, Trío, Epi, Ciparesente, Anfigenia, Ptéleo, Helo y Dorio y participó al frente de noventa naves en la expedición de los aqueos contra Troya. Néstor regresó sano y salvo a su patria y recibió a Telémaco en Pilos cuando este viajó desde Ítaca para obtener noticias acerca de Odiseo, su padre.
La tradición menciona que posteriormente los descendientes de Néstor fueron expulsados de Mesenia por los heráclidas.

## Historia

### Periodo micénico
Pilos estuvo habitado desde la época micénica. El palacio micénico, que es conocido como «palacio de Néstor», fue localizado en 1939 por Konstantinos Kourouniotis y excavado por un equipo dirigido por Carl William Blegen. En estos restos, ubicados en la colina de Epano Englianos, varios kilómetros al norte de la actual Pilos, se han encontrado cientos de tablillas con inscripciones en lineal B. Este palacio debió ser el centro administrativo de un reino o principado dividido en una zona citerior que incluía el palacio y que comprendía a su vez nueve distritos y otra zona ulterior que comprendía siete. Estas dos zonas estaban separadas por la cadena montañosa de Haghiá. El palacio fue destruido en torno a 1200 a. C. y, al contrario que otros centros micénicos, no fue reconstruido tras su destrucción. Existe controversia sobre quienes fueron sus atacantes.

### Periodo clásico y romano
A partir del periodo clásico, se conocía como Pilos a la península deshabitada situada en el lugar conocido como Corifasio, al norte de la bahía situada enfrente de la isla de Esfacteria (la ciudad moderna está situada en la zona sur de la bahía). 
Su entorno fue escenario en 425 a. C. de la Batalla de Pilos, que finalizó con victoria ateniense, durante la guerra arquidámica, la primera parte de la guerra del Peloponeso. Posteriormente los atenienses establecieron allí una guarnición y se trasladaron a habitar el lugar algunos mesenios que estaban exiliados en Naupacto y que realizaban incursiones de saqueo en Laconia. También llegaron al lugar hilotas y desertores de Laconia. Todos estos se retiraron del lugar en el 421 a. C., tras la Paz de Nicias, y se instalaron en Cranios, en la isla de Cefalonia. Sin embargo en el 418 a. C., los atenienses volvieron a llevar a los hilotas desde Cranios hasta Pilos para que se dedicaran al pillaje, hasta el año 409 a. C., en el que estos hilotas se retiraron tras una tregua.
En el año 365 a. C., en una guerra contra Élide, los arcadios se apoderaron de Corifasio.
En el periodo romano era un pequeño asentamiento. Pausanias, que definía Pilos, al igual que Homero, como un territorio arenoso, ubicaba allí un santuario de Atenea Corifasia y lo que se suponía era la casa de Néstor y las tumbas de Néstor y Trasimedes, así como una cueva de la que se creía que había servido como establo de las vacas de los legendarios Neleo y Néstor.

### Edad Media y Moderna
Poco se sabe sobre Pilos o Pylos bajo el Imperio Bizantino, salvo por una mención de incursiones organizadas por los sarracenos de Creta en la región c. 872/873. En 1204, después de la Cuarta Cruzada, el Peloponeso se convirtió en el Principado de Acaya, un estado cruzado que incluía la plaza de Pilos. Cada vez más conocido por su nombre francés de Port-de-Jonc o su nombre italiano Navarino, en la década de 1280 los franceses construyeron en el lugar el antiguo castillo fortificado de Navarino. Pilos quedó bajo el control de la República de Venecia desde 1417 hasta 1500, cuando fue conquistada por el Imperio Otomano. Este utilizó Pilos y su bahía como base naval y construyó allí la Nueva fortaleza de Navarino. El área siguió permaneciendo bajo control otomano con la excepción de un breve período de renovado gobierno veneciano entre 1685 y 1715, y una ocupación rusa entre 1770 y 1771, hasta el estallido de la guerra de Independencia de Grecia en 1821.

### Batallas de Navarino
Hubo al menos dos batallas modernas de Navarino. La primera fue en 1572, para hostilizar que los turcos contruyeran la Nueva fortaleza de Navarino.
La segunda tuvo lugar durante la guerra de Independencia de Grecia, pues allí se libró una batalla naval en 1827. Combatieron egipcios, turcos y tunecinos contra naves británicas, francesas y rusas, y fueron estos últimos los que vencieron.
La moderna ciudad de Pilos, construida en 1829 por el cuerpo expedicionario francés de Morea, está situada al sur de la bahía, una ensenada de cinco kilómetros de largo por tres de ancho.

## Otros asentamientos con el mismo nombre
También existen dos asentamientos llamados Pilos en Élide, que incluye una Pilos que se situaba en la confluencia de los ríos Peneo y Ladón y a Pilos Trifilia, situada en la costa, siendo ambos sitios arqueológicos. En la Antigüedad se discutía acerca de cual de las tres Pilos era el lugar así llamado por Homero.

## Comunidades locales
La unidad municipal de Pilos contiene las siguientes comunidades locales:
- Ampelokipoi
- Glyfada
- Íklaina
- Kallithea
- Kynigos
- Mesochori
- Pappoulia
- Pidasos
- Pyla
- Pilos
- Chomatada